# 两学一做

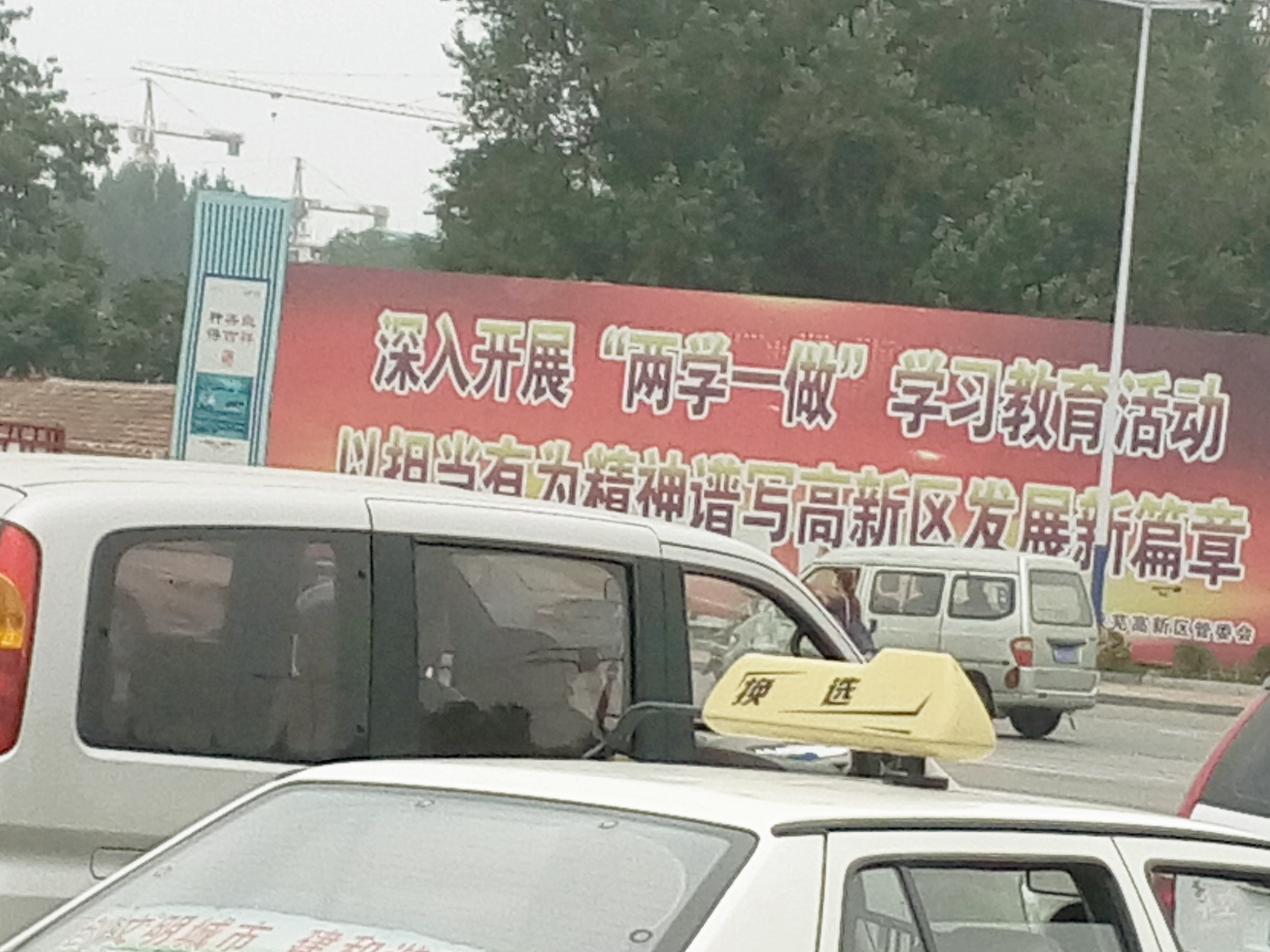
莱芜街头“两学一做”标语

“学党章党规、学系列讲话，做合格党员”学习教育活动（簡稱「两学一做」）是2016年中国共产党以“学党章党规、学系列讲话，做合格党员”为内容的一次党内学习教育活动。该活动面向全体党员。
2016年2月28日，中共中央办公厅印发了《关于在全体党员中开展“学党章党规、学系列讲话，做合格党员”学习教育方案》，并发出通知，要求各地区各部门认真贯彻执行；其中，“学党章党规、学系列讲话，做合格党员”被官方简称为“两学一做”。
通知强调，“两学一做”学习教育不是一次活动，要突出正常教育，区分层次，有针对性地解决问题，依托“三会一课”等党的组织生活制度，发挥党支部自我净化、自我提高的主动性，真正把党的思想政治建设抓在日常、严在经常。各地区各部门各单位要结合实际确定学习方式，为基层留出空间。要紧紧围绕党的中心工作和全党工作大局开展学习教育，坚持两手抓，防止“两张皮”。要进一步严密党的组织体系、严肃党的组织生活、严格党员教育管理、严明党建工作责任制，激励基层党组织和广大党员干事创业、开拓进取，为协调推进“四个全面”战略布局、贯彻落实五大发展理念提供坚强组织保证。

## 目的
- 深入学习贯彻中共总书记习近平讲话的精神；
- 推动全面从严治党向基层延伸；
- 巩固拓展中国共产党的群众路线教育实践活动和“三严三实”专题教育成果；
- 进一步解决党员队伍在思想、组织、作风、纪律等方面存在的问题；
- 保持发展党的先进性和纯洁性。 [3][5][6]

## 相关活动

### 抄党章
抄党章是指《人民日報》海外版微信公號「學習小組」於2016年發起的「手抄黨章一百天」新媒體活動，这使在當時已有94年歷史的《中國共產黨章程》成為另類“網紅”。在文化大革命發動50週年的紀念日有新婚夫婦洞房時抄党章，在第83天时停止。

## 争议
- 2016年5月16日，南昌铁路局发布职工夫妻在新婚之夜抄党章的照片。这些照片引发了网友的争论和质疑。“抄党章”一词也成为网络流行语[8]。后亦有发生江西南昌工人聚集法院門口，齊抄寫中共黨章，背後拉起一條橫額，「抄寫黨章100天，希望某副院長做合格共產黨員」來訴求討薪的事件[9]。
- 香港評論員刘锐绍認為，「兩學一做」活動實際上是在加強習近平個人的權威。[10]